# Pelele (prenda)

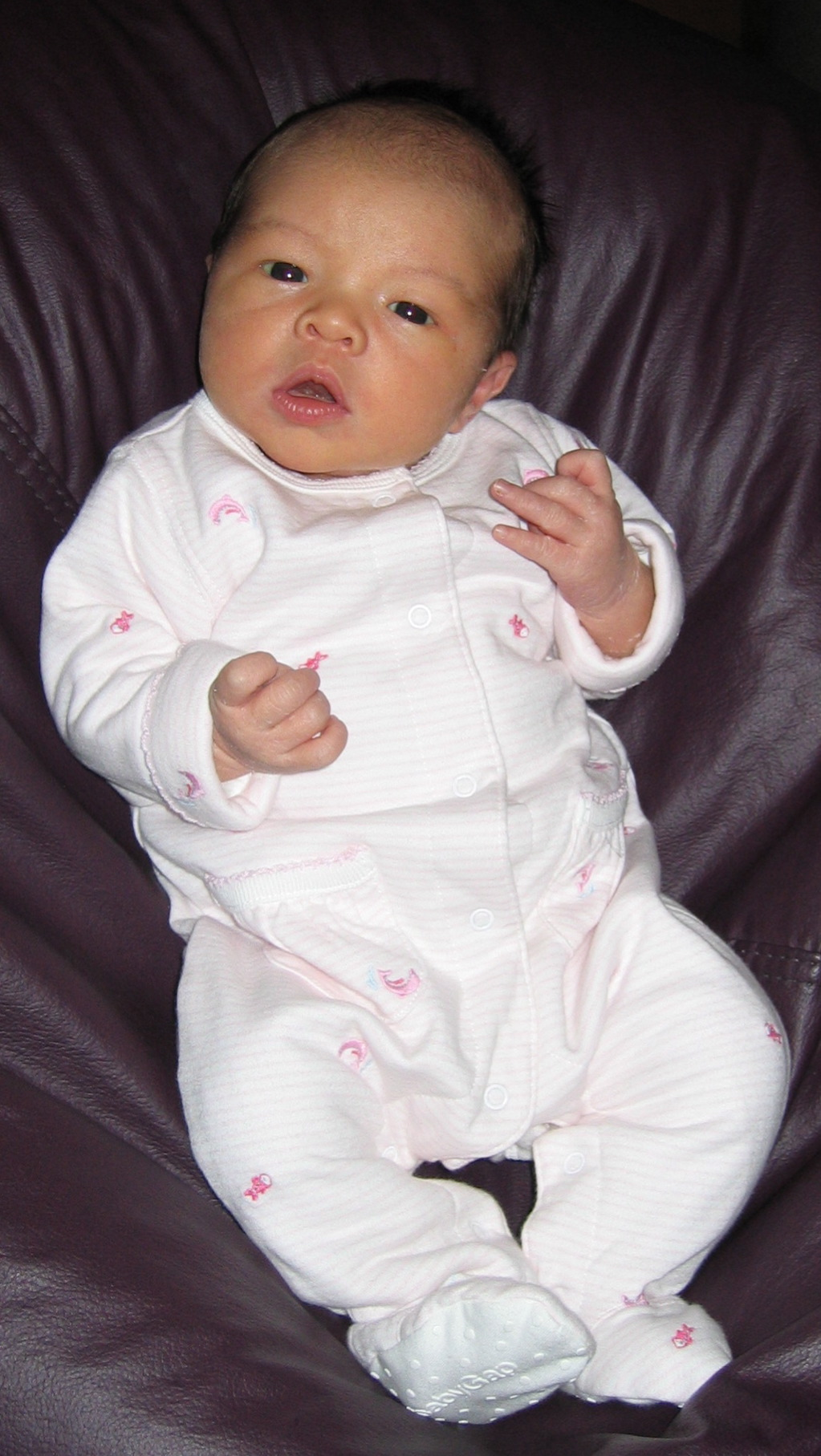
Bebé con pelele

El pelele o mameluco es una prenda de punto de cuerpo entero que se pone a los bebés para estar en casa o para dormir. 
El pelele es un cómodo traje de algodón, felpa o mezcla sintética que cubre desde el cuello hasta las muñecas y los pies. Lo habitual es que estos últimos vayan cubiertos si bien también los hay que dejan los pies al aire. Se abrocha con corchetes al frente o la espalda y también a la entrepierna para mayor comodidad en el cambio de pañal. Los puños llevan elásticos para fijarlos a la muñeca. 
El pelele se lleva sobre un body o camiseta de algodón y sirve tanto para jugar en casa como para dormir, a modo de pijama. Si el niño ha comenzado a gatear, se recomienda utilizar refuerzos a la altura de las rodillas. En el exterior, se puede utilizar un pelele acolchado para abrigar al bebé o cubrirlo con un jersey de lana.
El pelele se adorna por lo general con motivos infantiles bordados o cosidos como animales, muñecos, estrellitas, etc.
Una prenda que nació a raíz del pelele fue la manta envolvente para bebé, que tiene como función hacer sentir al niño la sensación de bienestar y calma que tenía en el vientre materno. En la actualidad existe una gran variedad de modelos  dependiendo de las necesidades de los padres o el bebé 
Se recomienda su uso por la noche, aunque en la actualidad se suele utilizar durante el día gracias a los nuevos materiales textiles que han evolucionado en el sector textil.